# Viola Bauer
Viola Bauer (Annaberg-Buchholz, RDA, 13 de diciembre de 1976) es una deportista alemana que compitió en esquí de fondo. 
Participó en dos Juegos Olímpicos de Invierno, obteniendo en total tres medallas, oro y bronce en Salt Lake City 2002, en las pruebas de relevo (junto con Manuela Henkel, Claudia Künzel y Evi Sachenbacher) y 5 km + 5 km persecución, y plata en Turín 2006, en la prueba de relevo (con Stefanie Böhler, Evi Sachenbacher-Stehle y Claudia Künzel).
Ganó tres medallas en el Campeonato Mundial de Esquí Nórdico entre los años 1999 y 2007.

## Palmarés internacional
| Juegos Olímpicos   | Juegos Olímpicos                | Juegos Olímpicos  | Juegos Olímpicos      |
| Año                | Lugar                           | Medalla           | Prueba                |
| ------------------ | ------------------------------- | ----------------- | --------------------- |
| 2002               | Salt Lake City (Estados Unidos) | Medalla de oro    | Relevo 4 × 5 km       |
| 2002               | Salt Lake City (Estados Unidos) | Medalla de bronce | 5 km+5 km persecución |
| 2006               | Turín (Italia)                  | Medalla de plata  | Relevo 4 × 5 km       |
| Campeonato Mundial |                                 |                   |                       |
| Año                | Lugar                           | Medalla           | Prueba                |
| 1999               | Ramsau (Austria)                | Medalla de bronce | Relevo 4 × 5 km       |
| 2003               | Val di Fiemme (Italia)          | Medalla de oro    | Relevo 4 × 5 km       |
| 2007               | Sapporo (Japón)                 | Medalla de plata  | Relevo 4 × 5 km       |